# ドンドンハナハナ30
ドンドンハナハナ30は、2004年にパイオニアが開発・販売したパチスロ機。いわゆる沖スロに該当する。

## 概要
それまでボーナス確率「未発表」というスペックでマンネリ化していた同社のパチスロ機であったが、『ワンダーフライ』や『魔法のハイビスカス』といったマシンの登場でマンネリが少し解消しつつあった中での本機のリリースであった。
本機は名前の通りハナハナシリーズであり、前作にあたる『スーパーハナハナ30』とは違って、純Aタイプとしての登場であった。『ワンダーフライ』は⌀25で後告知というだけで『オアシス』とは少々違うが、このリリースパターンは『オアシス』と『ハナハナ30』がリリースされた時と同様ともいえる。
実際、リール配列やボーナス確率などは『ハナハナ30』と同じで、言ってしまえば理屈はニューパルサーシリーズの新作と同様であることがうかがえる。もちろん、通常時やビッグボーナス中の打ち方はシリーズ通してまったく同じである。
ただ一点リーチ目の出現条件が変更されており『ハナハナ30』は両ボーナス共通の1/32であったが、本機ではBIGボーナスの1/32となっている（結果としてリーチ目の出現頻度は下がっている）。
本機は、ヒットと言えるようなセールスに恵まれなかったものの、『ワンダーフライ』に続くリリースに純Aタイプファンは大いに喜んだ。ところが、この頃から『島娘30』や『南国育ち』の人気が出はじめ、「沖スロ＝即連」という図式が少しずつ固まりはじめ、即連とはほぼ無縁で比較的マイルドな波を常に意識していた同社のパチスロ機はだんだん肩身が狭くなった。以降『南国育ち』が本土における沖スロのシェアを完全に支配していったのであった。

## ボーナス確率
| 設定 | BIG確率 | REG確率 | 機械割  |
| ---- | ------- | ------- | ------- |
| 1    | 1/309   | 1/655   | 90.5 %  |
| 2    | 1/292   | 1/650   | 93.0 %  |
| 3    | 1/273   | 1/626   | 96.3 %  |
| 4    | 1/256   | 1/605   | 99.5 %  |
| 5    | 1/240   | 1/566   | 102.9 % |
| 6    | 1/240   | 1/364   | 106.4 % |

※各数値はメーカー発表値。